# 马萨里科斯
马萨里科斯，是西班牙加利西亚自治区拉科鲁尼亚省的一个市镇。总面积187.3km², 总人口3947人（2018年），人口密度21人/km²。

## 人口
| 马萨里科斯历史人口变化图                                   |
|                                                            |
| 来源：西班牙国家统计局（1900-1991年，实际人口）（2000年-） |